# Beautiful Girl (Lied)
Beautiful Girl (englisch für „Schönes Mädchen“) ist ein Lied des deutschen Rappers Luciano. Es erschien am 28. April 2022 als vierte Singleauskopplung seines sechsten Studioalbums Majestic.

## Entstehung und Artwork
Geschrieben wurde Beautiful Girl vom Interpreten Patrick Großmann (Luciano) selbst sowie den Koautoren Gennaro Frenken (Geenaro) und Dennis Opoku (Ghana Beats). Die Produktion erfolgte durch die Zusammenarbeit von Geenaro und Ghana Beats. Die Abmischung sowie das Mastering erfolgten durch Yunus Cimen (Kingsize). Durch die Verwendung eines Samples ist zudem Kisean Anderson (Sean Kingston) am Stück beteiligt.
Auf dem Frontcover der Single ist Luciano abgebildet, der an der Kamera vorbeisieht. Er trägt eine Kette, zudem sind seine Tätowierungen auf dem Oberkörper zu sehen. Im Hintergrund befindet sich die Villa aus dem Musikvideo. Mittig stehen in Weiß der Name des Interpreten und der Liedtitel. Das Foto wurde von Justin Gray aufgenommen.

## Veröffentlichung und Promotion
Die Erstveröffentlichung von Beautiful Girl erfolgte als Single am 28. April 2022. Die Single erschien digital als 4-Track-Single zum Download und Streaming unter dem Musiklabel Locosquad, als B-Seite sind die vorangegangenen Singles SUVs, Sweet Dreams und Majestic vertreten. Der Vertrieb erfolgte durch die Universal Music Group. Am 29. September 2022 erschien das Lied als Teil von Lucianos sechstem Studioalbum, Majestic.

## Inhalt
| „You’re way too beautiful, girl That’s why it’ll never work You have me suicidal, suicidal“ – Refrain, Originalauszug „Dein Dress ist black on black, yeah, yeah Mit dir, Girl, steht die Zeit Auf und ab, doch halt’ dich fest, mein Babe Nur du und ich zu zweit“ – 2. Strophe, Originalauszug | Der Liedtext zu Beautiful Girl ist in deutscher und englischer Sprache verfasst, die Strophen wurden von Luciano selbst geschrieben. Die Komposition stammt von den Musikproduzenten Geenaro und Ghana Beats. Musikalisch bewegt sich das Lied im Bereich des Raps, stilistisch im Bereich des Drill Raps und deutschen Hip-Hops. Das Tempo beträgt 140 Schläge pro Minute. Die Tonart ist H-Dur. Das Stück verwendet ein hochgepitchtes Sample des 2007 erschienenen Songs Beautiful Girls von Sean Kingston, das wiederum auf Ben E. Kings Stand by Me von 1961 basiert. Inhaltlich handelt es sich um ein Liebeslied, in dem sich Luciano von seiner melancholischen, „romantischen Seite“ zeige und Abende und Nächte mit seiner Geliebten beschreibe. Aufgebaut ist das Lied aus einem Intro, zwei Strophen, einem Refrain und einem Outro. Das Lied beginnt mit dem drei Verse umfassenden Intro, auf das das erste Mal der auf fünf Verse verkürzte Refrain folgt. Beide Liedteile werden von Sean Kingston interpretiert. Es folgen die aus 16 Versen bestehende erste Strophe sowie die drei Verse umfassende Pre-Hook von Luciano, bevor der Refrain wieder einsetzt, der neun Verse umfasst. An diesen schließt sich die zweite, ebenfalls 16 Verse umfassende Strophe an, die wieder Luciano rappt. Nach einer erneuten Wiederholung der Pre-Hook und des Refrains endet das Lied mit Outro, das aus den Producer-Tags von Geenaro und Ghana Beats besteht. |

## Musikvideo

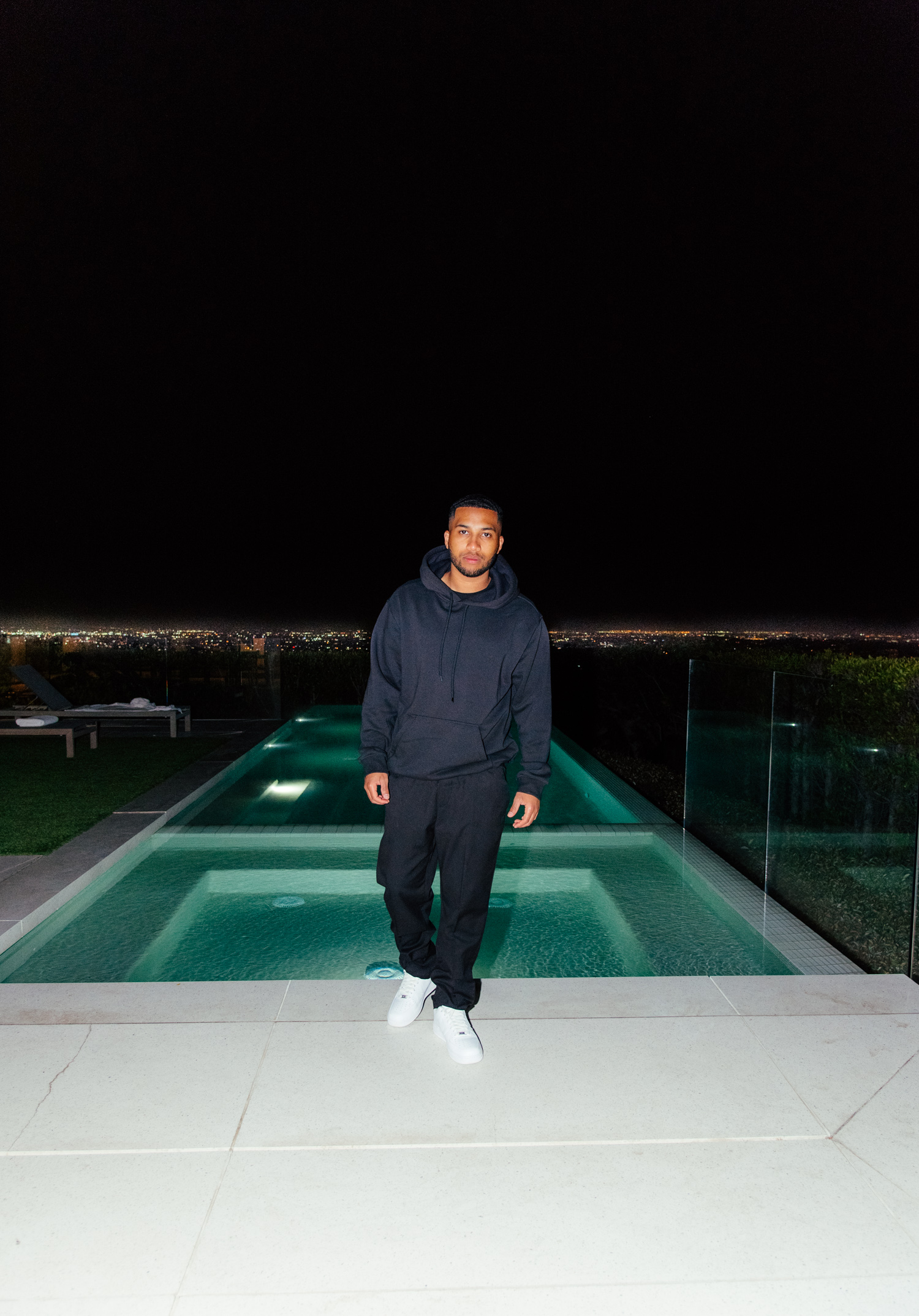
Der Regisseur des Musikvideos, Justin Gray (2022).

Das in Los Angeles gedrehte Musikvideo zu Beautiful Girl feierte seine Premiere auf Lucianos YouTube-Kanal am 29. April 2022. Es zeigt hauptsächlich Luciano, der den Song auf einem Villa-Anwesen und an verschiedenen Orten der Stadt performt. Dabei ist er unter anderem in einem Tonstudio zu sehen oder fährt einen Lamborghini Urus. Die Gesamtlänge des Videos beträgt 2:59 Minuten. Regie führten Justin Gray und Luciano selbst. Bis August 2025 zählte das Musikvideo über 50 Millionen Aufrufe bei YouTube. Das Video war auf YouTube das beliebteste Musikvideo in Deutschland des Jahres 2022.

## Mitwirkende
| Liedproduktion - Kisean Anderson (Sean Kingston): Gesang - Yunus Cimen (Kingsize): Mastering, Abmischung - Gennaro Frenken (Geenaro): Komponist, Musikproduzent - Patrick Großmann (Luciano): Liedtexter, Rap - Dennis Opoku (Ghana Beats): Komponist, Musikproduzent | Unternehmen - Universal Music Group: Vertrieb - Locosquad: Musiklabel Musikvideo - Justin Gray: Filmproduzent, Regisseur - Patrick Großmann (Luciano): Filmproduzent, Regisseur |

## Rezensionen
Mirco Leier vom deutschsprachigen E-Zine laut.de sieht den Song in seiner Rezension des zugehörigen Albums trotz des „flachen“ Inhalts als einen Höhepunkt der Platte. So funktionierten Lucianos Lieder am besten, „wenn er das Lenkrad im Refrain jemand anderem in die Hand“ drücke. Daniel Erk vom Tagesspiegel bezeichnet die „düstere[…] Stimme“ als „imposant“, das Stück inhaltlich als „in der Breite anschlussfähig“.

## Kommerzieller Erfolg
Auf der Streaming-Plattform Spotify verzeichnet das Lied bisher mehr als 217 Millionen Streams (Stand: August 2025). In Deutschland war Beautiful Girl 2022 der meistgestreamte Song auf Spotify. Darüber hinaus belegten das zugehörige Album Majestic und Luciano selbst die Spitze in der Alben- und Künstlerwertung.

### Chartplatzierungen
Beautiful Girl stieg am 6. Mai 2022 auf Platz eins in die deutschen Singlecharts ein und konnte diese Position für sechs Wochen halten. Die Single platzierte sich 19 Wochen in den Top 10 und 57 Wochen in den Top 100, womit sie zu den am längsten platzierten Liedern zählt. Für Luciano wurde das Stück nach seinen Gastbeiträgen auf Roli Glitzer Glitzer (mit Capital Bra und Eno), Royal Rumble (mit Capital Bra, Kalazh44, Samra und Nimo) und 2CB (mit RAF Camora) bereits zum vierten Nummer-eins-Hit in Deutschland insgesamt und seinem ersten als Solokünstler. Beautiful Girl ist sein 35. Top-10-Erfolg sowie seine 82. Chartsingle in Deutschland. Darüber hinaus belegte der Song für sechs Wochen die Chartspitze der deutschsprachigen Singlecharts. In den deutschen Single-Jahrescharts 2022 erreichte der Song Platz drei und musste sich nur DJ Robin und Schürze mit Layla sowie Glass Animals mit Heat Waves geschlagen geben. Im Folgefahr belegte das Lied noch Rang 77.
Auch in den Ö3 Austria Top 40 debütierte die Single am 10. Mai 2022 auf der Spitzenposition der Hitparade, die es acht Wochen in Folge belegte. Das Stück war 18 Wochen in den Top 10 sowie 54 Wochen in den Top 75 vertreten. Für Luciano war es nach 2CB der zweite Nummer-eins-Hit in Österreich, der 22. Song in den Top 10 und der 58. Charterfolg. In der österreichischen Single-Jahreshitparade 2022 belegte der Track Rang vier.
In der Schweizer Hitparade erreichte der Song in der ersten Woche ebenfalls die Chartspitze und hielt sich für drei Wochen an ebendieser. Insgesamt konnte er sich zwölf Wochen in den Top 10 sowie 50 Wochen in der Hitparade platzieren. Das Lied stellte seinen ersten Nummer-eins-Hit in der Schweiz, seine 20. Top-10-Platzierung sowie seinen 62. Charthit dar. In der Schweizer Single-Jahreshitparade 2022 war Beautiful Girl auf Position 14 vertreten.
| ChartsChartplatzierungen | Höchstplatzierung | Wochen |
| ------------------------ | ----------------- | ------ |
| Deutschland (GfK)        | 1 (57 Wo.)        | 57     |
| Österreich (Ö3)          | 1 (54 Wo.)        | 54     |
| Schweiz (IFPI)           | 1 (50 Wo.)        | 50     |

| ChartsJahrescharts (2022) | Platzierung |
| ------------------------- | ----------- |
| Deutschland (GfK)         | 3           |
| Österreich (Ö3)           | 4           |
| Schweiz (IFPI)            | 14          |

| ChartsJahrescharts (2023) | Platzierung |
| ------------------------- | ----------- |
| Deutschland (GfK)         | 77          |

### Auszeichnungen für Musikverkäufe
In Deutschland wurde das Lied im Juni 2022 mit einer Goldenen Schallplatte für mehr als 200.000 Verkäufe ausgezeichnet, bevor im Februar 2023 Dreifach-Goldstatus für über 600.000 verkaufte Einheiten folgte. Damit zählt das Stück zu den meistverkauften Rapsongs des Landes. Darüber hinaus erreichte Beautiful Girl im Januar 2023 in Österreich doppelten Platinstatus für mehr als 60.000 Verkäufe.
| Land/Region        | Auszeichnungen für Musikverkäufe (Land/Region, Auszeichnung, Verkäufe) | Verkäufe |
| ------------------ | ---------------------------------------------------------------------- | -------- |
| Deutschland (BVMI) | 3× Gold                                                                | 600.000  |
| Österreich (IFPI)  | 2× Platin                                                              | 60.000   |
| Insgesamt          | 1× Gold · 3× Platin ·                                                  | 660.000  |